# Mohammad Ahsan
Mohammad Ahsan, né le 7 septembre 1987 à Palembang, Indonésie, est un joueur de badminton indonésien spécialiste du double hommes. Il est triple champion du monde de la spécialité : en 2013, 2015 et 2019 avec son compatriote Hendra Setiawan.

## Palmarès

### Compétitions internationales
| Rang                               | Catégorie          | Partenaire         | Année | Lieu                   |
| ---------------------------------- | ------------------ | ------------------ | ----- | ---------------------- |
| Championnats du monde :            |                    |                    |       |                        |
| 1                                  | Double Hommes      | Hendra Setiawan    | 2019  | Bâle, Suisse           |
| 2                                  | Double Hommes      | Rian Agung Saputro | 2017  | Glasgow, Écosse        |
| 1                                  | Double Hommes      | Hendra Setiawan    | 2015  | Jakarta, Indonésie     |
| 1                                  | Double Hommes      | Hendra Setiawan    | 2013  | Canton, Chine          |
| 3                                  | Double Hommes      | Bona Septano       | 2011  | Londres, Royaume-Uni   |
| Jeux asiatiques :                  |                    |                    |       |                        |
| 2                                  | Équipe d'Indonésie | Équipe d'Indonésie | 2018  | Jakarta, Indonésie     |
| 1                                  | Double Hommes      | Hendra Setiawan    | 2014  | Incheon, Corée du Sud  |
| 3                                  | Double Hommes      | Alvent Yulianto    | 2010  | Canton, Chine          |
| 3                                  | Équipe d'Indonésie | Équipe d'Indonésie | 2010  | Canton, Chine          |
| Championnats d'Asie de badminton : |                    |                    |       |                        |
| 1                                  | Équipe d'Indonésie | Équipe d'Indonésie | 2018  | Alor Setar, Malaisie   |
| 1                                  | Équipe d'Indonésie | Équipe d'Indonésie | 2016  | Hyderabad, Inde        |
| 2                                  | Double Hommes      | Hendra Setiawan    | 2015  | Wuhan, Chine           |
| Thomas Cup :                       |                    |                    |       |                        |
| 3                                  | Équipe d'Indonésie | Équipe d'Indonésie | 2018  | Bangkok, Thaïlande     |
| 2                                  | Équipe d'Indonésie | Équipe d'Indonésie | 2016  | Kunshan, Chine         |
| 3                                  | Équipe d'Indonésie | Équipe d'Indonésie | 2014  | New Delhi, Inde        |
| 2                                  | Équipe d'Indonésie | Équipe d'Indonésie | 2010  | Kuala Lumpur, Malaisie |
| Sudirman Cup :                     |                    |                    |       |                        |
| 3                                  | Équipe d'Indonésie | Équipe d'Indonésie | 2019  | Dongguan, Chine        |
| 3                                  | Équipe d'Indonésie | Équipe d'Indonésie | 2015  | Dongguan, Chine        |
| 3                                  | Équipe d'Indonésie | Équipe d'Indonésie | 2011  | Qingdao, Chine         |
| 3                                  | Équipe d'Indonésie | Équipe d'Indonésie | 2009  | Canton, Chine          |